# Rossif Sutherland

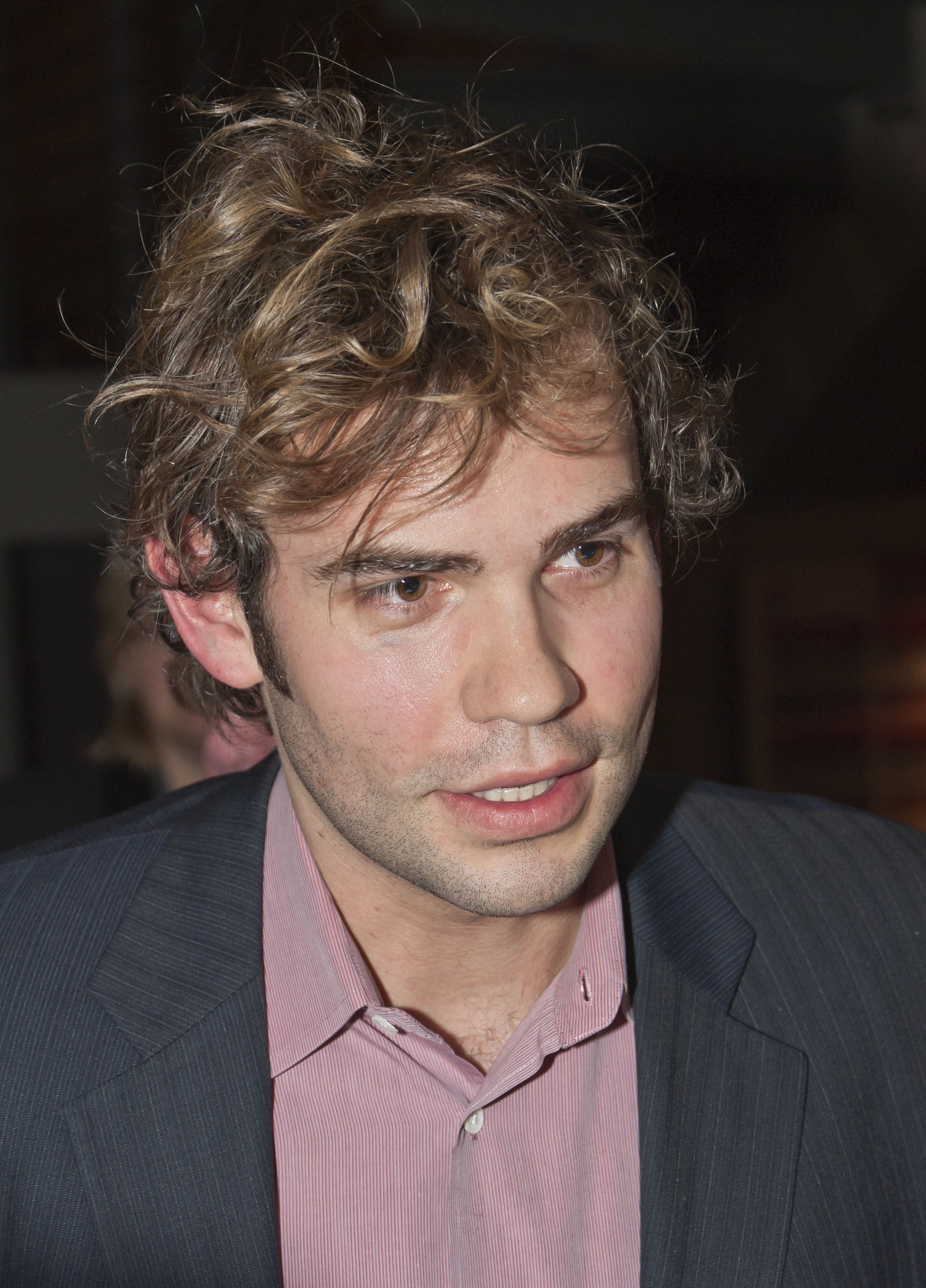
Rossif Sutherland im Februar 2009 bei der Premiere des Films High Life – Vier Gangster und ein todsicheres Ding bei der Berlinale

Rossif Sutherland (* 25. September 1978 in Vancouver) ist ein kanadischer Schauspieler und der Sohn von Donald Sutherland und Francine Racette.

## Leben
Rossif Sutherland wurde am 25. September 1978 in Kanadas zweitgrößter englischsprachiger Stadt Vancouver als Sohn der Schauspieler Donald Sutherland und Francine Racette geboren. Seine Eltern waren seit den 1970er Jahren bis zum Tod des Vaters verheiratet, und es handelte sich um die dritte Ehe seines Vaters. Sutherland hat die leiblichen Geschwister Roeg (* 1974) und Angus Redford Sutherland (* 1982). Zudem ist er der Halbbruder von Kiefer Sutherland (* 1966), dessen Vater auch Donald Sutherland ist.
Seine Eltern benannten ihn nach dem Filmschaffenden Frédéric Rossif. Seine Mutter, die Franco-Kanadierin ist, hatte ihre erste Hauptrolle in Rossifs erstem Spielfilm So weit die Liebe reicht erhalten.
Rossif Sutherland lebte im Alter von 7 bis 19 Jahren gemeinsam mit seiner Mutter in Paris, während sein Vater überall auf der Welt in Filmen als Schauspieler vor der Kamera stand. Daher spricht Sutherland, auch wenn er im englischsprachigen Teil Kanadas geboren wurde, neben Englisch fließend Französisch.
Sutherland, der weit weg von Hollywood aufgewachsen war und ursprünglich keine Ambitionen hatte, Schauspieler zu werden und damit in die Fußstapfen seines berühmten Vaters und seines Halbbruders Kiefer zu treten, beschreibt seinen Wechsel ins Filmgeschäft als abrupt.
Mit 19 Jahren verließ er Frankreich Richtung USA und schrieb sich an der Princeton University im Fach Philosophie ein. Dort habe ihn in seinem zweiten Jahr eine Kommilitonin gefragt, ob er Lust hätte, bei einem Kurzfilm, der ihre Abschlussarbeit darstellen sollte, Regie zu führen, weil er sich doch an Filmsets auskenne. Bei der Umsetzung dieses Projekts, bei dem er auch als Schauspieler erstmals vor der Kamera stand, habe er ganz andere Aspekte an sich selbst entdeckt, und er sei dann von seinem Vater, dem er den Film zeigte, ermutigt worden, diese Arbeit weiterzumachen. Somit nahm Sutherland in New York bei Harold Guskin Schauspielunterricht, der zuvor auch Kevin Kline, Glenn Close und James Gandolfini unterrichtet hatte.
2003 übernahm Sutherland eine kleinere Rolle als französischer Archäologe im Science-Fiction-Film Timeline von Richard Donner. Im Clement Virgos Film Poor Boy’s Game erhielt er 2007 seine erste Hauptrolle. Darin spielt er einen Amateurboxer, der straffällig wurde.
In der Gauner-Komödie High Life – Vier Gangster und ein todsicheres Ding von Gary Yates spielte Sutherland 2009 einen heruntergekommenen und leicht minderbemittelten Kleinkriminellen. Der Film wurde 2009 bei der Berlinale vorgestellt, wo er in der Sektion Panorama seine Premiere feierte, und erhielt später auch international gute Kritiken. Der Film beschreibt ihn und seine Bande als liebenswerte Loser, die sich gegenseitig als ‘Stooges’ (Handlanger) dienen.
In der kanadischen Krimiserie King war Sutherland ab 2011 13 Folgen lang in der Rolle von Detective Pen Martin als eine der Hauptfiguren zu sehen. Ab 2013 spielte Sutherland in zwei Staffeln der US-amerikanischen Historienserie Reign in der Hauptrolle von Nostradamus den Berater von Caterina de’ Medici. Zudem spielte er in dieser Zeit auch an der Seite seines Vaters in einigen Folgen der Serie Crossing Lines in der Rolle von Detective Moreau einen französischen Polizisten. Es handelt sich dabei um die erste Serie, in der sein Vater nicht nur als Schauspieler vor der Kamera stand, sondern diese auch produzierte.
Im Film River spielte Sutherland 2015 einen Arzt, der – beim Versuch eine junge Frau vor einer Vergewaltigung zu schützen – den Sohn eines australischen Senators tötet und daraufhin versucht aus Laos zu flüchten. Der Film erhielt sehr gute Kritiken und Sutherland wurde für seine Hauptrolle im Film für einen Canadian Screen Award nominiert. 2015/2016 war er in der Fernsehserie The Expanse in der Rolle von Neville Bosch zu sehen.
Im Film Edge of Winter, der im August 2016 in die US-amerikanischen Kinos kam spielt Sutherland an der Seite von Shiloh Fernandez in der Rolle von Luc einen Wanderer, der vor einem Schneesturm fliehen muss. Weitere Film- und Fernsehrollen folgten, sein Schaffen umfasst mehr als 50 Produktionen.

## Filmografie (Auswahl)
- 2003: Timeline
- 2003–2004: Emergency Room – Die Notaufnahme (ER, Fernsehserie, 11 Folgen)
- 2004: Studio 8 (Kurzfilm)
- 2005: Red Doors
- 2006: I’m Reed Fish
- 2007: Poor Boy’s Game
- 2009: High Life – Vier Gangster und ein todsicheres Ding (High Life)
- 2010: The Con Artist
- 2011: Pour l’amour de Dieu
- 2011: I’m Yours
- 2012: King (Fernsehserie, 13 Folgen)
- 2013: Copper – Justice is brutal (Copper, Fernsehserie, 2 Folgen)
- 2013–2014: Crossing Lines (Fernsehserie, 4 Folgen)
- 2013–2015: Reign (Fernsehserie, 20 Folgen)
- 2014: Big Muddy
- 2014: Unité 9 (Fernsehserie, 3 Folgen)
- 2014: Covert Affairs (Fernsehserie, 4 Folgen)
- 2015: Hyena Road
- 2015: Kinder aus der Hölle (Hellions)
- 2015: Mekong Rush – Renn um dein Leben (River)
- 2015: Haven (Fernsehserie, 3 Folgen)
- 2015–2016: The Expanse (Fernsehserie, 2 Folgen)
- 2016: Edge of Winter
- 2017: Catastrophe (Fernsehserie, 11 Folgen)
- 2017: Backstabbing for Beginners
- 2017: The Trench – Das Grauen in Bunker 11 (Trench 11)
- 2019: Spion aus Berufung (Liberté: A Call to Spy)
- 2019: Guest of Honour
- 2020: Possessor
- 2021: The Middle Man – Ein Unglück kommt selten allein (The Middle Man)
- 2021: The Retreat
- 2022: Paris Paris (Fernsehserie, 9 Folgen)
- 2022: Orphan: First Kill
- 2022: Stellar
- 2022: The Handmaid’s Tale – Der Report der Magd (The Handmaid’s Tale, Fernsehserie, 3 Folgen)
- 2022: Three Pines (Fernsehserie, 8 Folgen)
- 2023: Essex County (Miniserie, 4 Folgen)

## Auszeichnungen (Auswahl)
Genie Awards
- 2011: Nominierung als Bester Hauptdarsteller (im Film High Life – Vier Gangster und ein todsicheres Ding)

Canadian Screen Awards
- 2016: Nominierung als Bester Hauptdarsteller (im Film River)[6]